# Championnats d'Europe d'aviron 2025
Navigation
Szeged 2024 2026
Les Championnats d'Europe d'aviron 2025, 82e édition des Championnats d'Europe d'aviron, ont lieu du 29 mai au 1er juin 2025 à Plovdiv, en Bulgarie.
Les championnats d'Europe de para-aviron se tiennent également pendant cette compétition.
En février 2023, il a été annoncé que les championnats aurait lieu à Belgrade en Serbie. Cette candidature a été annulée en raison des élections locales.

## Podiums

### Hommes
| Épreuves                         | Or | Or      | Argent | Argent  | Bronze | Bronze  |
| -------------------------------- | --- | ------- | --- | ------- | --- | ------- |
| Skiff M1x                        | Yauheni Zalaty | 6:41.09 | Stefanos Ntouskos | 6:44.90 | Mihai Chiruță | 6:45.80 |
| Deux de pointe M2-               | Roumanie - Florin Arteni - Florin Sorin Lehaci | 6:11.57 | Italie - Nunzio di Colandrea - Giovanni Codato | 6:15.06 | Espagne - Jaime Canalejo Pazos - Javier Garcia Ordonez | 6:16.72 |
| Deux de couple M2x               | Pologne - Miroslaw Zietarski - Mateusz Biskup | 6:02.93 | Roumanie - Andrei Sebastian Cornea - Marian Florian Enache | 6:03.87 | Irlande - Fintan McCarthy - Konan Pazzaia | 6:05.48 |
| Quatre de pointe M4-             | Roumanie - Ștefan Constantin Berariu - Sergiu Vasile Bejan - Andrei Mandrila - Ciprian Tudosa                                                                              | 5:48.27 | Croatie - Patrik Loncaric - Anton Loncaric - Martin Sinkovic - Valent Sinkovic                                                                                           | 5:49.78 | France - Armand Pfister - Nikola Kolarevic - Valentin Onfroy - Téo Rayet | 5:52.18 |
| Quatre de couple M4x             | Royaume-Uni - Cedol Dafydd - Callum Dixon - Matthew Haywood - Rory Harris                                                                                                  | 5:35.02 | Pays-Bas - Mats van Sabben - Lucas Keijzer - Simon van Dorp - Gert-Jan van Doorn                                                                                         | 5:36.70 | Pologne - Dominik Czaja - Piotr Plominski - Jakub Wozniak - Konrad Domanski | 5:36.76 |
| Huit M8+                         | Royaume-Uni - William Stewart - Matthew Rowe - Miles Beeson - Fergus Woolnough - David Bewicke-Copley - Samuel Nunn - Matthew Aldridge - Archie Drummond - William Denegri | 5:21.22 | Pays-Bas - Leonard van Lierop - Jorn Salverda - Eli Brouwer - Olav Molenaar - Wibout Rustenburg - Guillaume Krommenhoek - Jan van der Bij - Mick Makker - Jonna de Vries | 5:21.46 | Italie - Davide Comini - Salvatore Monfrecola - Francesco Pallozzi - Alfonso Scalzone - Giovanni Abagnale - Alessandro Gardino - Nunzio di Colandrea - Giovanni Codato - Alessandra Faella | 5:24.00 |
| Poids légers                     | |         | |         | |         |
| Skiff poids légers LM1x          | Fabio Kress | 6:51.24 | Halil Kaan Koroglu | 6:51.63 | Mikita Karneyeu | 7:00.23 |
| Deux de pointe poids légers LM2− | Allemagne - Maximilian Aigner - Alexander Aigner | 6:54.71 | Géorgie - Davit Lashkareishvili - Giorgi Kanteladze | 6:59.12 | Moldavie - Nichita Naumciuc - Dmitrii Zincenco | 7:03.99 |
| Deux de couple poids légers LM2x | Allemagne - Joachim Agne - Finn Wolter | 6:25.53 | Autriche - Elias Hautsch - Mathias Mair | 6:35.50 | NC | NC      |

### Femmes
| Épreuves                | Or | Or      | Argent | Argent  | Bronze | Bronze  |
| ----------------------- | --- | ------- | --- | ------- | --- | ------- |
| Skiff W1x               | Lauren Henry | 7:17.80 | Fiona Murtagh | 7:21.11 | Frida Sanggaard Nielsen | 7:23.57 |
| Deux de pointe W2-      | Roumanie - Maria Magdalena Rusu - Simona Radiș | 6:49.18 | Italie - Laura Meriano - Alice Codato | 6:52.64 | Grande-Bretagne - Eleanor Brinkhoff - Megan Slabbert | 6:55.74 |
| Deux de couple W2x      | Pays-Bas - Roos de Jong - Tessa Dullemans | 6:48.83 | Grèce - Dimitra Kontou - Zoi Fitsiou | 6:49.11 | Roumanie - Andrada-Maria Morosanu - Mariana-Laura Dumitru | 6:51.96 |
| Quatre de pointe W4-    | Pays-Bas - Nika Vos - Linn van Aanholt - Ymkje Clevering - Tinka Offereins                                                                                         | 6:19.60 | Roumanie - Ancuța Bodnar - Maria Lehaci - Adriana Adam - Amalia Bereș                                                                                                | 6:21.50 | Grande-Bretagne - Daisy Bellamy - Lauren Irwin - Martha Birtles - Heidi Long                                                                                        | 6:26.28 |
| Quatre de couple W4x    | Grande-Bretagne - Sarah McKay - Lola Anderson - Cameron Nyland - Rebecca Wilde                                                                                     | 6:11.00 | Allemagne - Sarah Wibberenz - Frauke Hundeling - Lisa Gutfleisch - Pia Greiten                                                                                       | 6:12.62 | Pays-Bas - Lisa Bruijnincx - Lisanne van der Leij - Margot Leeuwenburgh - Willemijn Mulder                                                                          | 6:14.02 |
| Huit W8+                | Grande-Bretagne - Eleanor Brinkhoff - Daisy Bellamy - Amelia Standing - Juliette Perry - Lauren Irwin - Martha Birtles - Heidi Long - Megan Slabbert - Jack Tottem | 6:02.34 | Pays-Bas - Linn van Aanholt - Nika Johanna Vos - Claire de Kok - Ilse Kolkman - Hermine Drenth - Vera Sneijders - Ymkje Clevering - Tinka Offereins - Dieuwke Fetter | 6:04.05 | Italie - Clara Guerra - Elisa Mondelli - Stefania Gobbi - Giorgia Pelacchi - Silvia Terrazzi - Kiri English-Hawke - Laura Meriano - Alice Codato - Emanuele Capponi | 6:07.13 |
| Poids légers            | |         | |         | |         |
| Skiff poids légers LW1x | Lara Tiefenthaler | 7:29.39 | Maia Emilie Lund | 7:31.73 | Mariia Zhovner | 7:31.76 |

### Handisport
| Épreuves                          | Or                                          | Or      | Argent                                            | Argent   | Bronze                                      | Bronze   |
| --------------------------------- | ------------------------------------------- | ------- | ------------------------------------------------- | -------- | ------------------------------------------- | -------- |
| Skiff hommes PR1 PR1M1x           | Benjamin Pritchard                          | 8:40.38 | Roman Polianskyi                                  | 8:51.93  | Giacomo Perini                              | 8:55.96  |
| Skiff femmes PR1 PR1W1x           | Anna Sheremet                               | 9:56.60 | Eva Mol                                           | 10:33.77 | Claire Ghiringhelli                         | 10:39.18 |
| Deux de couple mixte PR2 PR2Mix2x | Allemagne - Jasmina Bier - Paul Umbach      | 8:04.35 | Ukraine - Anna Aisanova - Iaroslav Koiuda         | 8:06.93  | Israël - Shahar Milfelder - Saleh Shahin    | 8:10.00  |
| Deux de couple mixte PR3 PR3Mix2x | Allemagne - Valentin Luz - Kathrin Marchand | 6:57.41 | Grande-Bretagne - Samuel Murray - Annabel Caddick | 7:03.54  | Ukraine - Dariia Kotyk - Stanislav Samoliuk | 7:13.13  |

## Tableau des médailles
| Rang  | Nation                     | Or | Argent | Bronze | Total |
| ----- | -------------------------- | -- | ------ | ------ | ----- |
| 1     | Royaume-Uni                | 6  | 1      | 2      | 9     |
| 2     | Allemagne                  | 5  | 1      | 0      | 6     |
| 3     | Roumanie                   | 3  | 2      | 2      | 7     |
| 4     | Pays-Bas                   | 2  | 4      | 1      | 7     |
| 5     | Ukraine                    | 1  | 2      | 1      | 4     |
| 6     | Autriche                   | 1  | 1      | 0      | 2     |
| –     | Athlètes Neutres Autorisés | 1  | 0      | 2      | 3     |
| 7     | Pologne                    | 1  | 0      | 1      | 2     |
| 8     | Italie                     | 0  | 3      | 3      | 6     |
| 9     | Grèce                      | 0  | 2      | 0      | 2     |
| 10    | Croatie                    | 0  | 1      | 0      | 1     |
| 10    | Géorgie                    | 0  | 1      | 0      | 1     |
| 10    | Norvège                    | 0  | 1      | 0      | 1     |
| 10    | Turquie                    | 0  | 1      | 0      | 1     |
| 14    | Danemark                   | 0  | 0      | 1      | 1     |
| 14    | Espagne                    | 0  | 0      | 1      | 1     |
| 14    | France                     | 0  | 0      | 1      | 1     |
| 14    | Irlande                    | 0  | 0      | 1      | 1     |
| 14    | Israël                     | 0  | 0      | 1      | 1     |
| 14    | Moldavie                   | 0  | 0      | 1      | 1     |
| 14    | Suisse                     | 0  | 0      | 1      | 1     |
| Total | Total                      | 20 | 20     | 19     | 59    |